# Analema
|  | No s'ha de confondre amb Analema de Vitruvi. |

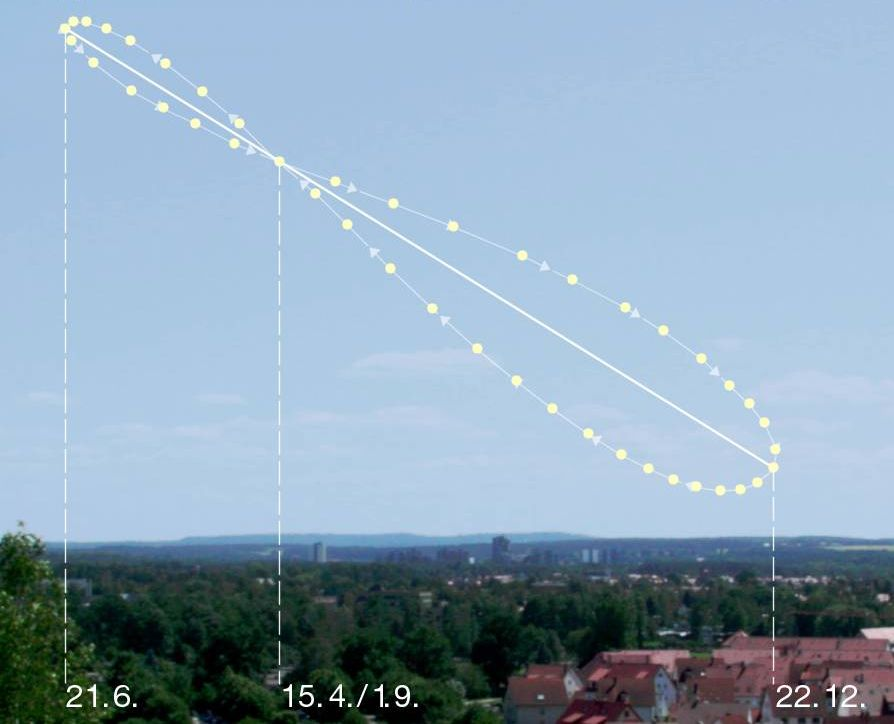
Exemple d'analema solar, mostrant la corba en forma de «vuit» tombat, per a un observador en l'hemisferi nord.

L'analema (del grec ἀνάλημμα «pedestal d'un rellotge de sol»), és la corba que descriu el Sol a la mateixa hora durant un any, observat des d'una mateixa posició. Si cada dia de l'any, a una mateixa hora, registrem la posició del Sol, després d'un any haurem obtingut una certa corba, que té una forma aproximada de "vuit".
La posició del Sol observada canvia cada dia a causa de la inclinació de l'eix de la Terra i a causa de l'excentricitat de l'òrbita terrestre. El component axial de l'analema mostra la declinació del Sol mentre que el component transversal ofereix informació sobre l'equació del temps, la diferència entre el temps solar aparent i el temps solar mitjà.

En astronomia, s'entén com la corba que descriu la posició del Sol en el cel si tots els dies de l'any se l'observa a la mateixa hora del dia (temps civil) i des del mateix lloc d'observació. L'analema forma una corba que sol ser, aproximadament, una forma de vuit (8) o lemniscata. Poden observar-se analemes en altres planetes del Sistema Solar, però posseeixen una forma diferent a l'observat a la Terra, podent arribar a ser corbes diferents d'un vuit (a Mart és molt similar a una gota d'aigua), encara que posseeixen com a característica comuna de ser sempre tancades. El component axial de l'analema mostra la declinació del Sol mentre que la component transversal ofereix informació sobre la equació del temps (que és la diferència entre el temps solar aparent i el temps solar mitjà). De vegades, es dibuixa en els globus terraqüis. 

## Obtenció d'analemes

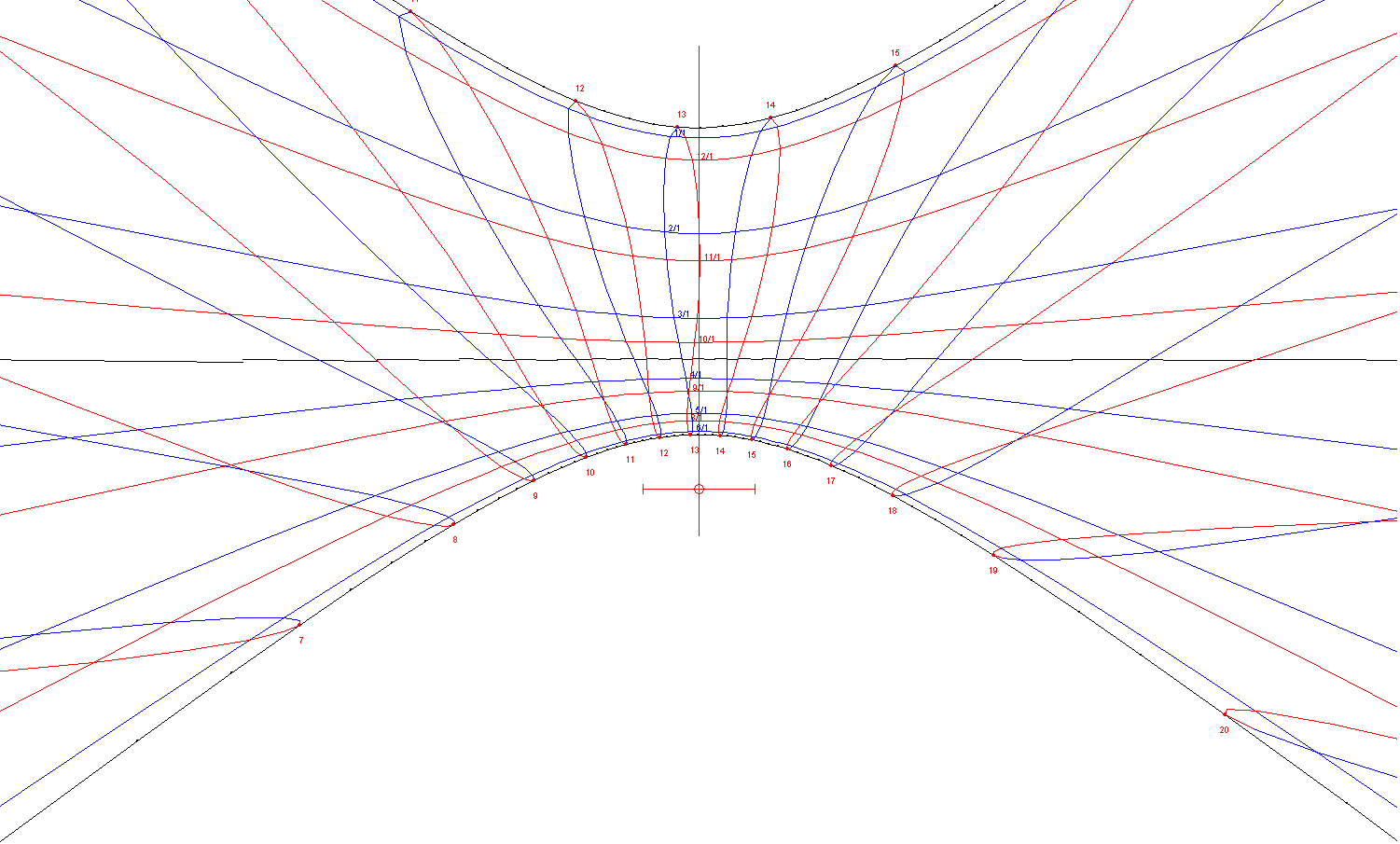
Exemple de disseny de rellotge amb el traçat del sistema horari civil; es pot veure com cadascuna de les hores representa un analema.

### Astrofotografía
És possible obtenir un analema posant-hi una càmera fotogràfica fixa (mitjançant un trípode) apuntant a una posició donada en el cel (si pot ser un punt de la eclíptica) i quan passi el Sol pel centre treure una foto; després de 24 hores es repeteix l'operació, sobre imprimint la foto del dia anterior, i es repeteix el procediment per a cada dia de l'any. D'aquesta manera, s'obté una foto amb una mena de 8 que representa un analema. Els analemes són un subjecte important de la astrofotografia. Una imatge que inclou un eclipsi total de sol en una de les seves imatges es denomina tutulema.

### Projecció gnomónica

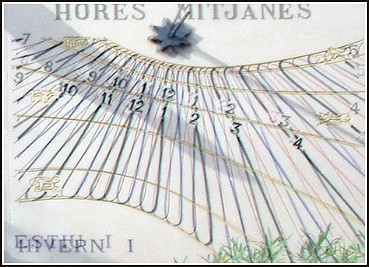
L'analema de Vitruvi es fa servir per traçar rellotges de sol exactes per a tots els dies de l'any.

Una altra forma més senzilla és emprant una vara o estaca clavada a terra, sobre una superfície amb la qual es pugui fer marques estables al llarg d'un interval de temps d'un any. L'estaca tindrà una certa altura h i el seu extrem llançarà una ombra que acaba en un extrem; si es pren a una certa hora la posició de l'ombra, i es repeteix cada 24 hores la mateixa operació, s'obtindrà la projecció gnomònica de l'analema per aquest instant. Aquesta projecció permet crear un tipus de rellotges solars denominat rellotge solar de temps civil, on les línies rectes de l'escala esdevenen «vuits» per a cada hora de temps civil.

### Projecció estereogràfica
Una variant d'aquesta forma de representar un analema és representant-la en el vidre d'una finestra (per exemple), fixat un punt d'observació marcar cada 24 hores la posició del Sol vista des del punt d'observació ja prefixat el primer dia i repetir l'operació cada 24 hores. El resultat és una analema projectada estereogràficament sobre la finestra.

## Etimologia
La paraula «analemma» procedeix del grec per indicar el pedestal d'un rellotge de sol, i prové del verb grec «analambanein», que significa «portar, reprendre, reparar». Antigament l'analema era el pedestal que suportava el rellotge de sol, de fet la paraula «analema» apareix en certs tractats de gnomònica relacionada amb la forma especial de construir un rellotge de sol, projectant les circumferències notables de tal manera que s'obtenia una projecció ortogràfica sobre el pla del rellotge.

## Analema (procediment) vs. analema (línia)
Per als antics (fins ben entrat el segle xviii) la paraula analema significava el procediment geomètric emprat en la construcció de rellotges de sol; aquest mètode va ser demostrat geomètricament i revisat completament pel matemàtic alemany Christoph Clavius, 1537-1612. Amb el temps la paraula analema va anar evolucionant de mica en mica passant de designar el procediment geomètric de la gnomònica cap a la representació de la figura en l'espai que se li dona avui dia.

## Història

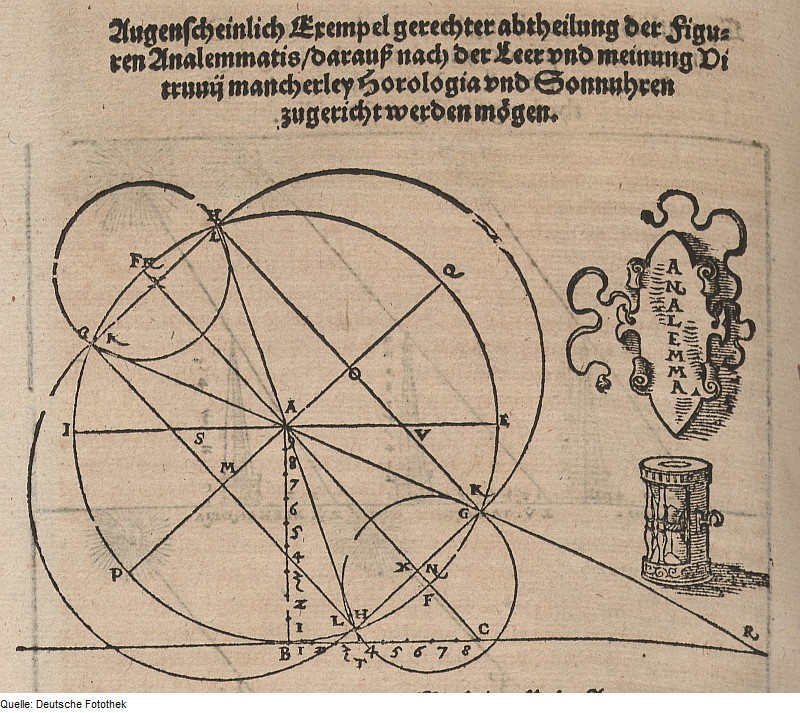
Representació de l' Analema de Vitruvi .(gravat en fustaí que data del 1575)

Ja a finals de l'edat mitjana, amb la necessitat de determinar l'instant de l'equinocci, es va dibuixar el primer analema modern, que va ser calculat per Paolo del Pozzo Toscanelli l'any 1475 que el va emprar en el disseny d'una de les primeres meridianes capaces de proporcionar amb gran precisió no només l'esdeveniment del migdia, sinó també l'època de l'any. Aquesta meridiana va ser construïda a la catedral de Santa Maria del Fiore, Florència, Itàlia. La meridiana es va construir sobre el terra en forma d'una tira de marbre de gran longitud i en una paret orientada al migdia s'hi va practicar un forat que permetés passar un 'punt lluminós projectat sobre la tira de marbre indicant en una escala la data de l'any. La construcció d'aquesta meridiana es va fer mitjançant un procediment geomètric antic, denominat «analema», per Vitruvi.
Els avenços mecànics del segle xviii van fer que els rellotges mecànics fossin cada vegada més precisos, i amb l'arribada dels rellotges de pèndol va ser possible mesurar minuts de temps amb gran precisió. En aquest instant es va començar a percebre la diferència entre la hora solar (mesurada pels rellotges solars) i el temps civil (mesurat per les precises maquinàries dels rellotges mecànics), la qual ve donada per l'equació de temps. Així el concepte d'analema-procediment geomètric va anar canviant al llarg de la història fins al concepte analema-línia amb el que s'entén avui dia.

## Característiques
Tres paràmetres orbitals afecten la forma i la mida de la corba de l'analema: l'obliqüitat (23.45 °), l'excentricitat, i l'angle de l'equinocci respecte el periàpside.

## Representació gràfica

Animació que mostra l'equació del temps i el camí o analema durant un any.

## Referències

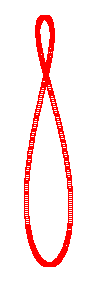
Un exemple d'analema